# Jurien Bay Marine Park
Der Jurien Bay Marine Park befindet sich an der Westküste von Western Australia und reicht von der Ortschaft Green Head bis nach Wedge, die etwa 200 km von Perth entfernt ist. Der Park ist nach Stadt Jurien Bay benannt und eröffnet wurde der 82.375 ha große Park 2003.
Im Gebiet des Marine Park nisten zahlreiche Seevögel und es lebt der seltene Australische Seelöwe, vor allem auf der Buller Island und North Fisherman Island. Seevögel nisten und neben Fischen werden 1,6 Millionen Western Rock Lobster jede Saison gefangen. Des Weiteren gibt es im Park 14 Muschelarten, darunter fünf seltene. Es wachsen auch große Felder von Seegras, die Seetieren Schutz bieten. Neben mehreren Inseln wird die Küstenlandschaft durch Tidenhub und von grasbewachsenen Sanden geprägt. Im Ozean liegen Klippen aus Kalkstein.
Der marine Park wird wirtschaftlich durch den Fisch- und Lobsterfang sowie Tourismus genutzt.